# Windeby
Windeby (dänisch Vindeby, plattdeutsch: Winneby) ist eine Gemeinde im Kreis Rendsburg-Eckernförde in Schleswig-Holstein.

## Geografie

### Lage
Die Gemeinde Windeby liegt westlich der Stadt Eckernförde am westlichen Ufer des Windebyer Noors. Naturräumlich wird das Gemeindegebiet der Haupteinheit Schwansen, Dänischer Wohld zugeordnet, einem Teil des Schleswig-Holsteinischen Hügellandes.

### Ortsteile
In der Gemeinde Windeby befinden sich mehrere Wohnplätze:
- Christianshöh
- Friedenshorst
- Friedensthal
- Friedland
- Frohsein
- Goosschmiede
- Kochendorf (niederdeutsch: Kochendörp, Kockendörp, dänisch: Kokkentorp)
- Pletterberg (teilweise)
- Westerthal
- Windeby
- Windeby, Siedlung

## Geschichte

### Namensherkunft
Zum ersten Mal wird Vindeby 1409 erwähnt. Die Endung -by bedeutet im Dänischen heute noch «Stadt», «Ort», im jütischen «Dorf, Siedlung» und ist im Raum Schleswig weit verbreitet. Es gibt mehrere Versionen über den ersten Teil des Namens. Die erste Version besagt, dass das Wort «winde» aus dem alten dänischen «windir» im Sinne der Westslawen stammt. So bedeutet Windeby nichts anderes als «Wendendorf». Nach einer anderen Version leitet sich der Name vom altnordischen Wort «vinda» ab, was «Drehen» bedeutet, oder von «vindr» im Sinne von «Verkantung».

### Archäologie
Überregionale Bekanntheit erlangte der Ort durch den Fund zweier Moorleichen, wovon eine bis 2006 als Mädchen von Windeby bekannt war, sich nach genetischen Untersuchungen aber doch als Junge herausstellte. Die andere Moorleiche wird Mann von Windeby genannt. Mitten durch den Windebyer Hauptort Kochendorf verläuft der Osterwall (auch: Ostwall) des Danewerks.
Westlich von Windeby befindet sich ein jungsteinzeitliches Großsteingrab, ein weiteres Großsteingrab bei Kochendorf ist zerstört. Bei Kochendorf und Friedland gibt es mehrere Grabhügel.

## Politik

### Gemeindevertretung
Bei der Kommunalwahl am 14. Mai 2023 wurden insgesamt elf Sitze vergeben. Die Freie Wählergemeinschaft Windeby erhielt fünf Sitze und die SPD und die CDU erhielten je drei Sitze.

### Bürgermeister
Bei der Wahl 2013 wurde die CDU-Bürgermeisterin Jutta Werner von Peter Pietrzak (SPD) abgelöst.

### Wappen
Blasonierung: „In Blau ein schmaler goldener Schräglinksbalken, oben ein steigender linksgewendeter goldener Wolf, unten ein goldenes Wagenrad mit fünf Speichen.“

## Kultur und Sehenswürdigkeiten
In der Liste der Kulturdenkmale in Windeby stehen die in der Denkmalliste des Landes Schleswig-Holstein eingetragenen Kulturdenkmale.

## Verkehr
Im Norden führt die Bundesstraße 76 durch die Gemarkung, im Südosten die Bundesstraße 203 von Eckernförde in Richtung Rendsburg.

## Persönlichkeiten
- Friedrich Christian Boock (1767–1829), dänischer Jurist und Gutsbesitzer
- Christian zu Stolberg-Stolberg (1748–1821), Schriftsteller, Übersetzer und Jurist
- Gabriele Pochhammer (* 1948), deutsche Journalistin und Pferdezüchterin

## Bilder

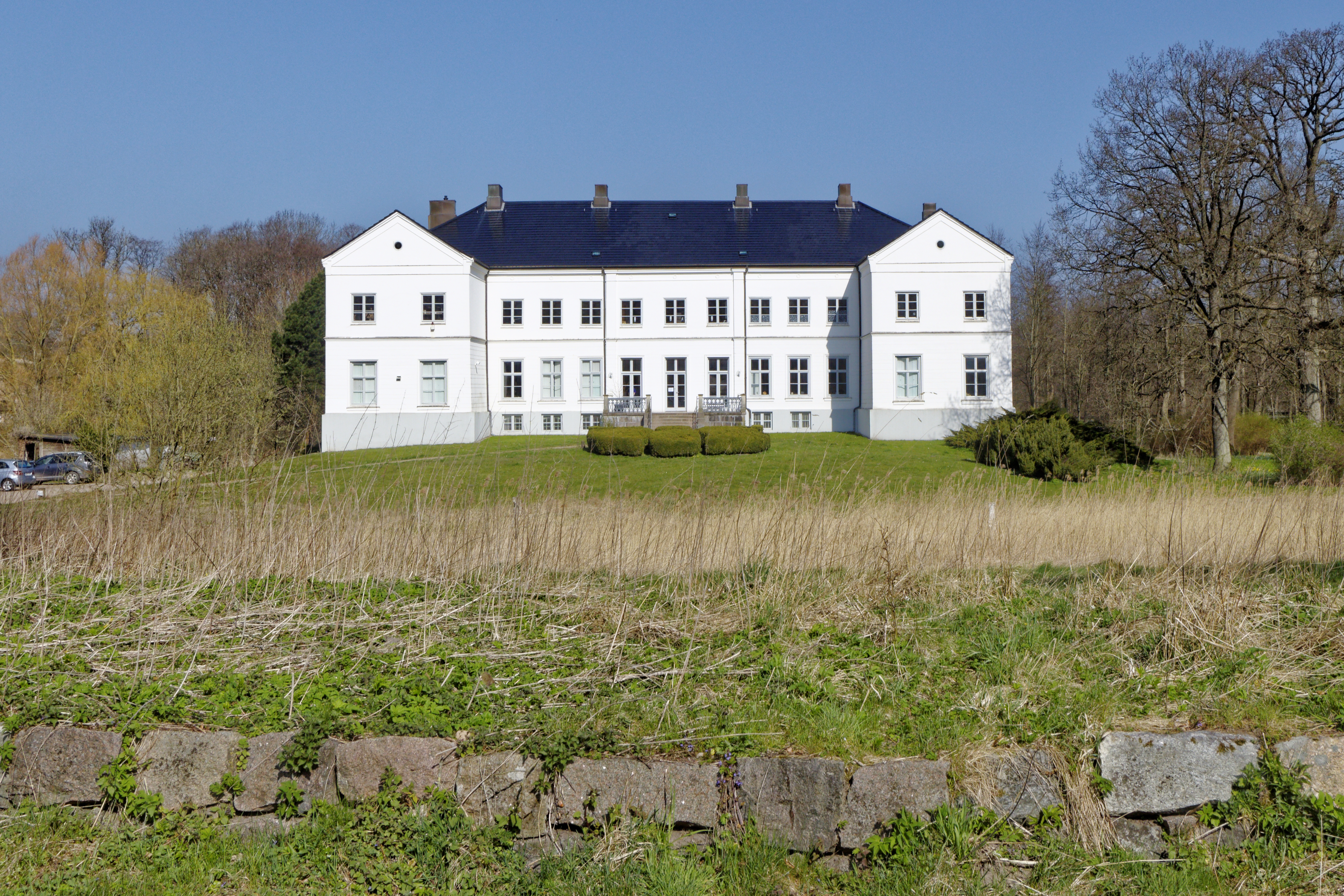
Herrenhaus Windeby
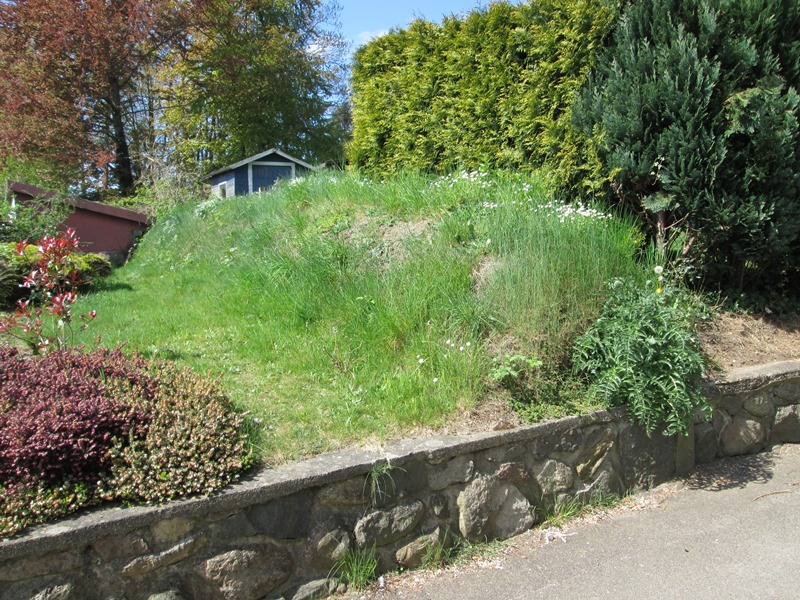
Denkmalgeschützte Reste des Osterwalls des Danewerks in Kochendorf
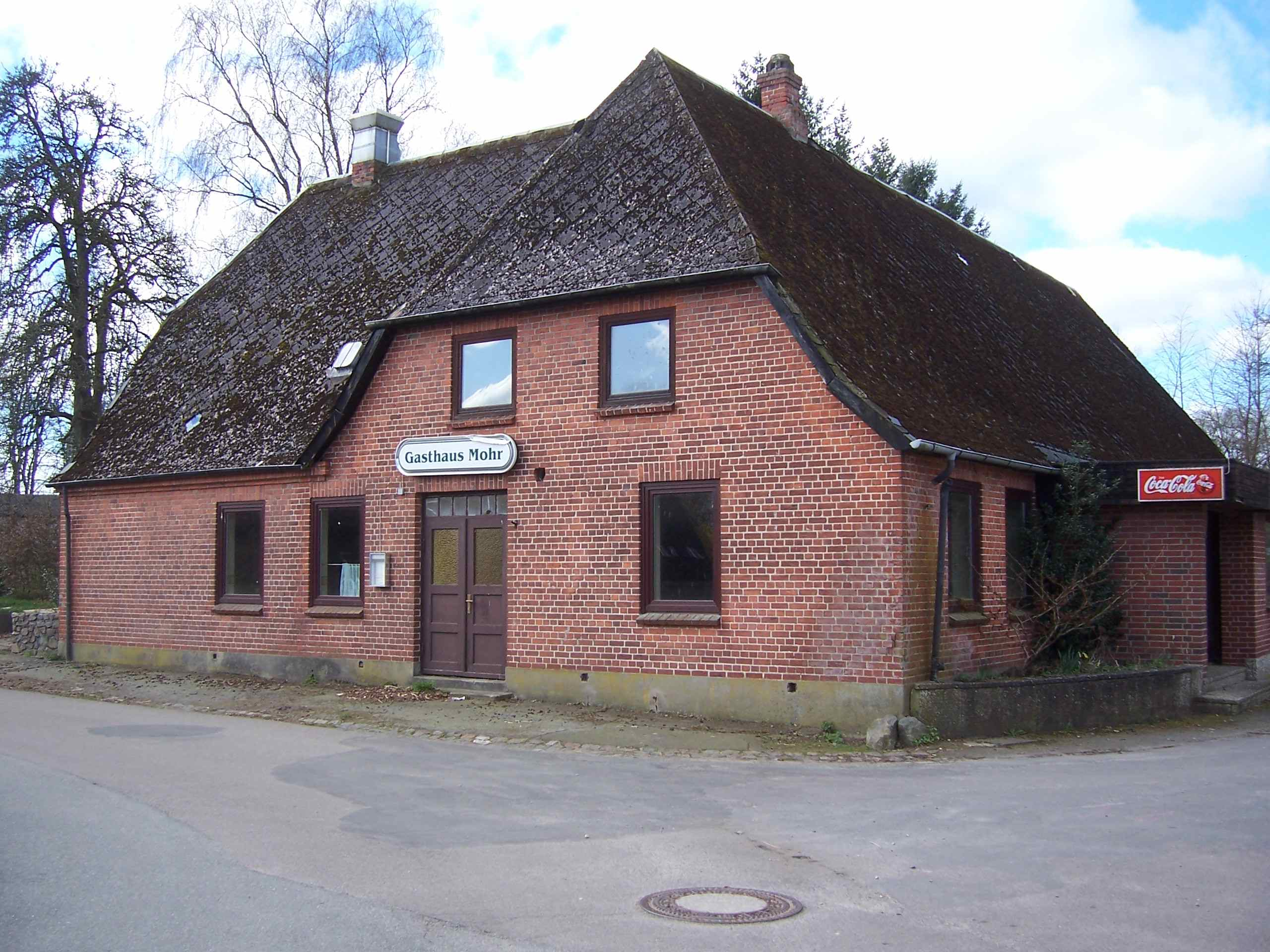
Ehemaliger Gasthof Mohr in Kochendorf
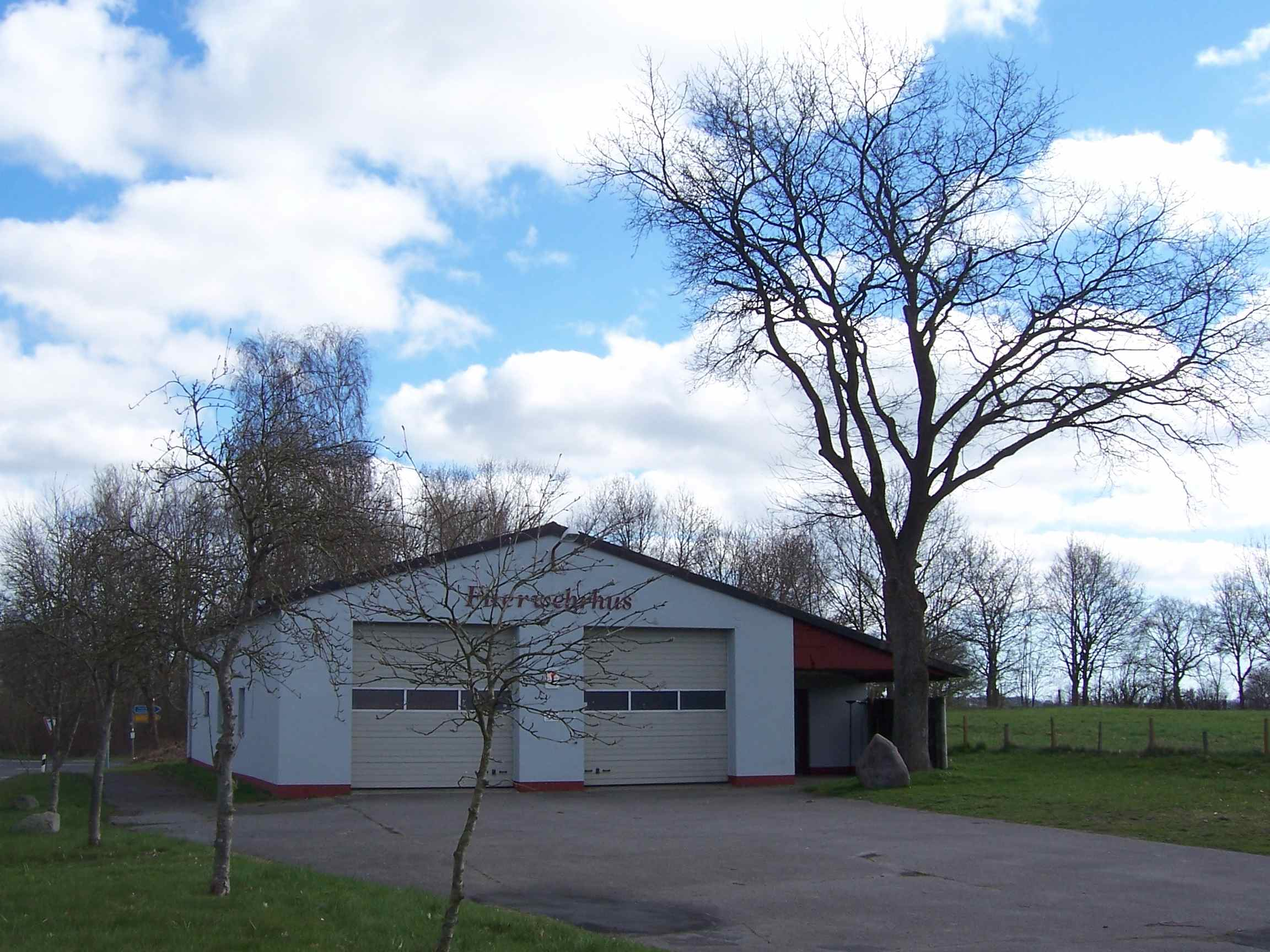
Feuerwehrhaus Kochendorf
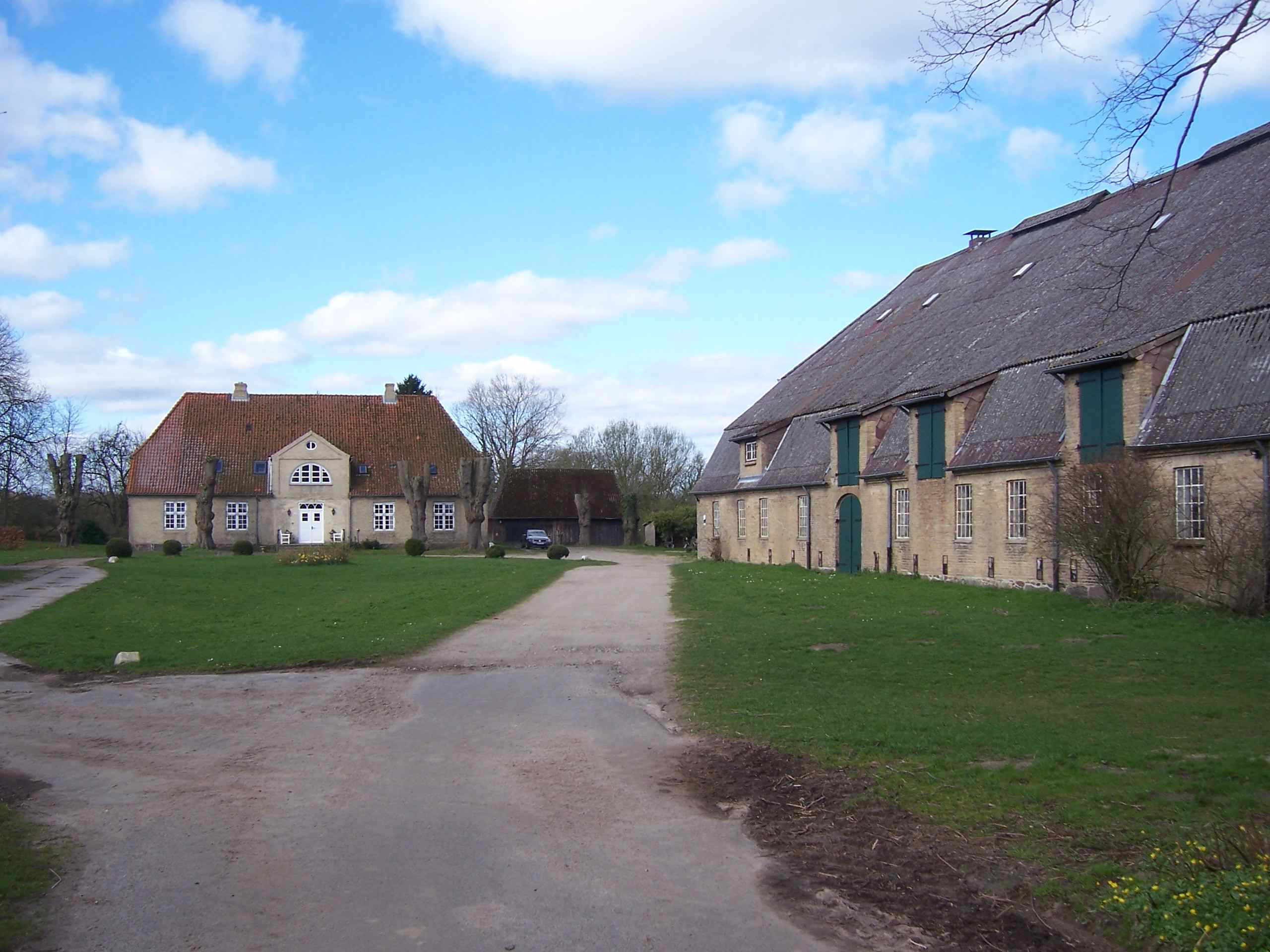
Gutshaus Westerthal